# Tigwav (kommun)
Tigwav (franska: Petit-Goâve) är en kommun i Haiti.   Den ligger i departementet Ouest, i den sydvästra delen av landet, 70 km väster om huvudstaden Port-au-Prince.